# مازدا بونغو
مازدا بونغو المعروفة أيضًا بـمجموعات مازدا إي وتسميات أخرى هي عربة نقل (فان) وشاحنة صغيرة مُصنّعة من قِبَل صانع السيارات الياباني مازدا منذ العام 1966. تُمّ بناء مركبات ذات محرّكات خلفيّة وأماميّة ووسطيّة وتعود تسميتها إلى البونغو وهو ظبي أفريقي.

## بونغو براوني
أُدخل إلى السوق طراز جديد مطاول معروف بالبونغو براوني قبل إدخال البونغو التقليديّة بـ3 أشهر. يُستخدم البونغو براوني كمركبة للنقل المشترك في بيروت وهو يسير على خطّ الفان رقم 4 وخطوط أخرى داخل المدينة. كما يُمكن رؤية بعض المركبات التي تُستخدم في النقل نحو المناطق وتحديدًا نحو الجنوب.